# 黃家駒
黃家駒（英語：Koma Wong Ka Kui，1962年6月10日—1993年6月30日），香港搖滾創作男歌手、吉他手，被認為是華語樂壇及搖滾樂的代表人物之一。為搖滾樂隊Beyond的成員，在樂隊中擔任作曲、填詞、節奏結他手和主唱。黃家駒擁有獨特的沙啞嗓音，對尾音的顫音式處理成為他的標誌，他在短暫的一生中創作了數百首作品，其作品題材涉獵廣泛，內容大多反映出香港當年社會的時弊以及自己的所見所感。

## 生活與事業

### 早年生活
1962年6月10日生於英屬香港，祖籍廣東台山。自小與家人居住在九龍深水埗區蘇屋邨。曾就讀香港四邑商工總會新會商會學校 、崇理英文書院（塘尾道分校）及博允英文中學。他在初中時受朋友影響而愛上歐美流行樂，偶像為大衛·寶兒，深紫樂隊，Pink Floyd等。
年幼時，黃家駒和弟弟黃家強非常任性和頑皮，家人不喜歡他們碰任何與音樂相關的東西。但他們就是喜歡，所以家人只能放棄。
中五畢業後，曾任職辦公室助理、鋁窗、五金、空調、水電工程、電視台佈景員、保險推銷員等工作，曾經樂隊鼓手葉世榮介紹，加入當時位於銅鑼灣希慎道新寧大廈（現已重建為利園三期）的德高保險有限公司任職保險推銷員，當時同事還有後來成為香港音樂人的梁翹柏。

### 圈中的朋友
除了Beyond的成員葉世榮、黃貫中外，黃家駒身為樂隊的核心成員，多次獲邀參與電子傳媒的訪問，因此在娛樂圈中結交了不少朋友，其中雷宇揚、單立文为他知心好友，身故后他们更是扶灵人。
此外，在新艺宝唱片时期在《交织千个心》的音乐录影带跟许冠杰合作，以及《天若有情》电影配乐时与罗大佑共事而结下良好交情。
黃家駒其他圈中的朋友还有包括同年代的一線歌手張國榮、譚詠麟、梅艷芳、林憶蓮、陳慧嫻、陳百強、林子祥、葉蒨文、劉美君、羅文外，而草蜢、太極樂隊、鄭秀文、劉德華、郭富城、張學友、黎明、劉以達、黃耀明、杜德偉、李克勤、鄺美雲、潘源良、陳少琪、王傑、黃翊、王菲、關淑怡、甄楚倩、温兆倫、吳婉芳、曾志偉、鄧煒謙、李榮潮、周星馳、成龍、梁朝偉，音樂制作人陳少寶、黃柏高、何哲圖，甚至曾當過兒童演員的唐寧、張繼聰等，某程度上也跟他合作。
而在日本发展数年间，也跟暴风slump鼓手Funky，喜多郎，乐队圣饥魔II主唱小暮阁下等结成莫逆。
由於香港電台曾多次邀請Beyond參與公眾活動（例如「太陽計劃」），因此曾於港台任職的區瑞強、車淑梅、鄧藹霖、黃凱芹、黃靄君、余劍明、周影、周慧敏、阮兆祥、古巨基、許志安、張智霖，在某程度上也認識黃家駒。

### 參與成立Beyond
1981年，黃家駒經土瓜灣嘉林琴行老闆介紹認識葉世榮，聯同兩位朋友鄧煒謙及李榮潮組成樂隊，這支樂隊也是Beyond的雛型。1983年，為了參加《結他雜誌》舉辦的比賽，Beyond正式組成，Beyond這個名字是第一代主音結他手鄧煒謙所改，意思是「超越」自己，經過幾次人事變動後，1984年，黃家駒的弟弟黃家強加入成為低音結他手；1985年，主音結他手黃貫中加入。同年，Beyond在堅道的明愛中心自資舉辦《永遠等待演唱會》，翌年再推出自資卡式帶《再見理想》，之後在經理人陳健添（Leslie Chan）的協助下，從地下音樂正式進入商業流行樂壇。
經過多年努力，Beyond成為香港最重要樂隊之一。1988年，終於憑專輯《秘密警察》內《大地》一曲奪得十大勁歌金曲，為樂隊獲得首個電子傳媒獎項；1989年，由黃家駒作曲，小美填詞，以感謝母親為題的《真的愛你》奪得十大勁歌金曲及十大中文金曲兩大獎項；1990年，由黃家駒作曲及填詞，向當時剛出獄的南非黑人民權領袖曼德拉致敬，而作為題材的《光輝歲月》及《俾面派对》分别奪得十大勁歌金曲獎及十大中文金曲奖，黃家駒亦憑此曲奪得「最佳填詞獎」。1991年，再凭《Amani》获得十大中文金曲奖。
當時Beyond發表的作品大部分均由Beyond自己包辦作曲、填詞及演唱（但部分歌曲交由填詞人填寫，如劉卓輝），除了經樂隊發表作品，黃家駒偶爾也為其他歌手作曲，曾經合作的歌手包括：許冠傑、譚詠麟、王菲、麥潔文、彭健新等。後來，Beyond後期所屬唱片公司（華納）的高層抱著「好作品應留給自己，樂迷要聽Beyond，就應買Beyond的唱片」的思想，反對Beyond把自己作品交給別人演唱。
黃家駒身為Beyond樂隊的領袖，他的性格敢做敢言，不時發表大膽的言論，例如曾於93年《我哋呀Unplugged》音樂會之後說過：「香港沒有樂壇。」批評當時香港娛樂圈過於重視歌手的人气而忽視了香港樂壇形式的發展，令香港樂壇沒有一個真正獨立、自主的空間，剝奪了音樂界人士的創作自由，因而令部分娛樂界人士不滿。然而其果斷、健談的個性，也令他成為樂隊的發言人及領導人，帶領Beyond事業闖進多個高峰。

### 日本發展時期
1991年，Beyond於紅磡香港體育館舉辦五場《生命接觸演唱會》，首次於紅磡香港體育館舉行演唱會。由於對香港樂壇感到失望，加上希望樂隊能在香港以外的地區發展，故在九十年代初期Beyond決定開拓東南亞、台灣、中國大陸、日本等亞洲市場。此時，日本經理人公司對Beyond感到興趣，與他們簽約，帶同Beyond往日本發展。同年年尾，Beyond轉投華納唱片，開始Beyond的華納時代。黃家駒表示，他們希望有更大自由度去玩音樂，以擺脫香港樂壇目前的限制。
1991年，由黃家駒演出，於1992年上映寫實電影《籠民》，並擔任男主角；該片在各個頒獎禮中屢獲殊榮，包括第12届香港金像奖最佳影片獎。
1992年，Beyond開始長居日本，起初以為日本比香港有更大的自由度去玩音樂，惟仍要裝「鄰家男孩」去得到日本樂迷的關注。雖然他們在日本的生活孤独，但他們在那裡認識不少的日本音樂風格，成了Beyond在日本發展最大的推動力。此時，Beyond在日本的知名度逐漸上升，同時亦吸納到一群日本歌迷。

### 意外逝世
日本時間1993年6月24日凌晨1時，為宣傳即將發行的日語唱片，Beyond應邀到富士電視台位於河田町的4號錄影室拍攝遊戲節目《小内小南的想做什麼就做什麼》，遊戲進行了15分鐘便發生意外：黄家駒在狹窄並沾滿水渍的台上奔跑時不慎滑倒，強大衝力使身旁3塊佈景板的固定裝置脫落，佈景板鬆開。黃家駒與身旁的主持人內村光良一同墜落2.7米的台下。黃家駒頭部朝下摔落，後腦首先着地，隨即昏迷；而內村光良由于头戴道具王冠且胸部首先着地，僅受輕傷。鑑於黃家駒頭部嚴重受創，醫師並未施手術清走腦內瘀血。
6月26日晚上，樂迷聚集香港商業電台停車場空地舉行祝禱會，祈求黃家駒盡快康復。留醫期間，Beyond的日本經理人公司邀請北京氣功師辛勇赴日為他「發功」治療，同時開具處方中藥給他服食，惟病況依然無起色。最終在留醫六天後，於日本時間1993年6月30日下午4時15分在東京女子醫科大學醫院逝世，終年31歲。院方公佈死因為急性腦膜下血腫、頭蓋骨骨折、腦挫傷及急性腦腫脹。《小内小南的想做什麼就做什麼》也应黃家駒的逝世而被富士电视台永久停播。
7月2日，黃家駒的遺體運回香港，7月4日於北角香港殯儀館設靈。同日晚上香港商業電台於紅磡鶴園及老龍坑高山劇場舉行的「永遠懷念家駒」悼念音樂會，全場坐滿2600人，大部份與會者表現激動。翌日中午大殮，靈車駛出殯儀館時，聚集在行人路上的數千名年輕樂迷衝出馬路圍著靈車，情況一度混亂。遺體最後下葬於將軍澳華人永遠墳場，近500名歌迷到場送別，而九龍塘省善真堂亦安放了其靈位。

## 影響
黃家駒的音樂作品，對香港、台灣、東南亞、中國大陸、日本及世界其他華人地區年輕樂迷仍然有著深遠的影響。
Beyond其他三名成員以樂隊名義推出多張專輯，即使樂隊2005年宣佈解散後，仍然繼續創作音樂。
縱使黃家駒已逝世多年，但未被大眾遺忘，直至現在每年他的生忌和死忌，仍然有大批來自世界各地的樂迷前往將軍澳華人永遠墳場拜祭，但墓碑曾四度被毀。2009年墓碑上的石結他被人用黑筆塗污，金色碑文則遭塗黑，遺照更出現長裂痕，胞弟黃家強報警處理，翌年修葺完成時將黑白遺照換成另一張彩色照；2018年10月及2019年7月亦分別被塗污寫上字句；2024年5月19日被一名自稱「社會破壞者光頭Bob」的15歲少年梁俊言澆灌可樂、塗鴉、粗言辱罵兼鐵鎚砸毀遺照破壞，少年與另一名拍片的23歲男子葉子滔被當場拘捕，經調查後兩人被控一項刑事損壞罪。7月16日，裁判官蘇惠德於觀塘裁判法院判處少年進入更生中心，另一被告則判入勞教中心。2024年5月底修葺完成時將彩色照換成另一張黑白遺照。
黃家駒所創作經典名曲《海闊天空》，於2022年4月12日，YouTube官方MV點擊次數超過1億人次，成為全球第一首YouTube點擊次數突破1億人次的廣東話（粵語）歌曲。

## 評價

### 香港
著名填詞人劉卓輝對黃家駒所發表「香港没有樂壇」一句留下深刻印象，認為這是黃家駒與別人不同之處。劉解釋「懂得說這句說話的人並不多，即使懂得說或心裏有同樣想法的人，也沒有膽量表達。黃家駒並非嘩眾取寵，而是在心裏壓抑一段很長時間，禁不住才說」。

### 臺灣
有「華語流行樂教父」之稱的台灣歌手羅大佑，亦曾在《黃家駒為什麼會死》這文章中寫到 ：「那黄家驹为什么是在日本发生意外，而不是香港呢？原因是觉得在香港搞音乐没有什么前途，所以转往日本发展。」「不會再出一個黃家駒了，這樣的人降臨人世本來就是奇蹟，上帝讓黃家駒下凡，但是凡人沒有珍惜他，反而謾罵他，詛咒他，結果，上帝把黃家駒收回了。上帝不會再派一個音樂天使下凡的。」

## 紀念
- 2005年11月8日，香港郵政推出《香港流行歌星》郵品系列中，黃家駒與陳百強、羅文、張國榮和梅艷芳分別成為獲致敬推出郵票的五位已逝世歌手。[24]
- 2008年，其弟兼Beyond低音吉他手黃家強籌辦了一連串紀念活动，香港電台及香港商業電台因應黃家駒去世15周年而製作紀念節目。
- 2010年，江門市星光公園於2010年落成，園內展示120多位江門籍文藝界明星群像，其中包括黃家駒的銅像。[25][26]
- 2016年6月10日，「家駒…愛心延續慈善演唱會2016」在灣仔香港會議展覽中心舉行。
- 2018年6月8日，黃家駒蠟像入駐北京杜莎夫人蠟像館夢想音樂會，黃家強攜家眷出席揭幕儀式。而北京杜莎夫人蠟像館以黃家駒的蠟像作為「夢想音樂會」的首位入駐名人蠟像。[27][28][29]
- 廣州塔蠟像館設有黃家駒蠟像。
- 2023年6月24日 ，电视广播有限公司纪念家驹告别乐坛30周年當日晚上10:30推出纪录片《永远光辉 黄家驹》。

## 專輯
主唱作品以Beyond名義推出。最後參與創作之作品，收錄於粵語專輯《樂與怒》及國語專輯《海闊天空》。
黃家駒去世後，Beyond所屬的唱片公司——華納唱片及滾石唱片先後推出致敬專輯。

## 電視劇
- 麗的電視《浴血太平山》 飾 牧師（1981年）
- 香港電台《暴風少年》之「黑仔強」 飾 鬈毛（1987年）
- 香港電台《小說家族》對倒（1987年）

## 電影
- 《肝膽相照》：配樂及客串（1987年3月）
- 《靚妹正傳》：配樂及客串（1987年10月）
- 《黑色迷墻》：配樂及客串（1989年）
- 《吉星拱照》 飾 游向東（1990年1月）
- 《開心鬼救開心鬼》 飾 文 （1990年6月）
- 《Beyond日記之莫欺少年窮》 飾 吳駒（1991年4月）
- 《豪門夜宴》：配樂及客串（1991年11月）
- 《籠民》飾 毛仔（1992年11月）

## 主持
- 《夠Hit鬥玩Beyond加草蜢》（1989年10月）
- 《勁Band四鬥士》（1990年10月）
- 《Beyond放暑假》（共12集）（1991年7月至9月）
- 《暑假玩到盡》（1992年）

## 個人獎項
- 電視廣播有限公司「1990年度十大勁歌金曲 - 最佳填詞獎」（得獎作品：《光輝歲月》）
- 新城電台「1992年度勁爆作曲人」（得獎作品：《長城》）
- 香港電台「第十六屆十大中文金曲 - 無休止符紀念獎」（與另一位歌手陳百強分別於同一屆獲得追頒）
- 電視廣播有限公司「1993年度十大勁歌金曲 - 榮譽大獎」（與另一位歌手陳百強分別於同一屆獲得追頒）
- 新城電台 新城勁爆家族音樂大賞作曲大賞：《長城》（1993年度）
- 香港商業電台「叱咤殿堂十大至尊作曲人」（1997年度）
- 新城電台「新城國語力殿堂音樂貢獻大獎」（2008年度）
- 新城電台「新城勁爆殿堂歌手大獎」（2008年度）
- 亞洲偶像盛典榮獲「終身成就獎」（2013年度）

## 榮譽
2018年楊光宇先生以黃家駒（Wongkakui）命名41742號小行星。

## 相關影視形象
- 2003年，2003年，2008年舞台劇《駒歌》
- 2021年香港電影《梅艷芳》，由張進翘飾演黃家駒

## 類似人物之事故
- 高以翔，2019年11月27日錄製浙江衛視《追我吧》時意外身故。

## 外部連結
- 黃家駒在香港影庫上的簡介
- 黃家駒出殯片段 （页面存档备份，存于） 香港無綫電視《靈通天地線》（1993年7月）
- 黃家駒逝世前一個月訪問片段 香港無綫電視《娛樂新聞眼》（1993年5月）
- 《海闊天空》 黃家駒遺作（1993年5月）
- 《真的愛妳》 黃家駒及Beyond成名作（1989年）
- Beyond Music
- 【爲Beyond乾杯,爲家駒乾杯】-Beyond 珍貴音樂分享 （页面存档备份，存于）
- 我们的Beyond网 （页面存档备份，存于）
- 黃家駒動態圖片
- 黄家驹中文网 （页面存档备份，存于）
- 我們的永恆巨星特輯 - 黃家駒 明報週刊
- 《傘開以後》之 雨傘後 （页面存档备份，存于）【音樂微電影簡介】
- 《傘開以後》之 雨傘後 （页面存档备份，存于）【音樂微電影】（演出：李逸朗、戴萃瑤、謝志峰、梁安琪、倪秉郎）